# Борозенка
Борозе́нка —  село в Україні,  Сумській області, Роменському районі. Населення становить 321 особа. Входить до складу Роменської міської громади. До 2020 орган місцевого самоврядування - Плавинищенська сільська рада.

## Географія
Село Борозенка розташоване між річками Ромен та Сула (3-4 км). На відстані 1 кілометра села Гаї та Лучки, за три - місто Ромни.
Через село протікає струмок із загатою, а також проходить автомобільний шлях Т 1907.

## Історія
Село постраждало внаслідок геноциду українського народу, проведеного урядом СРСР 1923-1933 та 1946-1947 роках. 
12 червня 2020 року, відповідно до розпорядження Кабінету Міністрів України № 723-р «Про визначення адміністративних центрів та затвердження територій територіальних громад Сумської області», село увійшло до складу Роменської міської громади.
19 липня 2020 року, в результаті адміністративно-територіальної реформи та ліквідації Роменського району(1930—2020), увійшло до складу новоутвореного Роменського району.

## Політика

### Парламентські вибори, 2019
На позачергових парламентських виборах 2019 року у селі функціонувала окрема виборча дільниця № 590522, розташована у приміщенні клубу.
Результати
- зареєстровано 270 виборців, явка 60,74%, найбільше голосів віддано за «Слугу народу» — 59,51%, за Всеукраїнське об'єднання «Батьківщина» — 21,47%, за «Європейську Солідарність» — 4,91%[3]. В одномандатному окрузі найбільше голосів отримав Максим Гузенко (Слуга народу) — 46,01%, за Анатолія Кобзаренка (самовисування) — 13,50%, за Віктора Ладуху (Всеукраїнське об'єднання «Батьківщина») і Ігоря Шкурата (самовисування) — по 9,82%[4].

## Економіка
Пташина ферма.

## Населення

### Мова
Розподіл населення за рідною мовою за даними :
| Мова       | Кількість | Відсоток |
| ---------- | --------- | -------- |
| українська | 314       | 97.82%   |
| російська  | 7         | 2.18%    |
| Усього     | 321       | 100%     |

## Соціальна сфера
У селі Будинок культури.

## Відомі особи
- Волченко Дмитро Віталійович (23 березня 1993 — 09 жовтня 2022, с. Давидів Брід Бериславського району Херсонської області) — український військовик, учасник російсько-української війни[6][7][8]
- Шостак Олександр Андрійович український військовик, учасник російсько-української війни[9][10]